# أسانسو (الحلاف)
أسانسو هو دُوَّار يقع بجماعة بني أحمد إموكزان، إقليم الحسيمة، جهة طنجة تطوان الحسيمة في المملكة المغربية. ينتمي الدوّار لمشيخة الحلاف التي تضم 6 دواوير. يقدر عدد سكانه بـ 660 نسمة حسب الإحصاء الرسمي للسكان والسكنى لسنة 2004.

## روابط خارجية
- البوابة الوطنية للجماعات الترابية
- المندوبية السامية للتخطيط